# Ужасные родители
«Ужасные родители» (фр. Les parents terribles) — кинофильм режиссёра Жана Кокто, вышедший на экраны в 1948 году. Экранизация одноимённой пьесы Кокто; в фильме задействованы те же актёры, что и в сценической постановке произведения.

## Сюжет
Немолодая семейная пара — Ивонн и Жорж — живут в больших запущенных апартаментах вместе со своим 22-летним сыном и близкой родственницей Леони, сестрой Ивонн. Мишель прошлую ночь провёл не дома, и мать, привыкшая контролировать его поступки, не находит себе места от беспокойства. Появившийся наконец сын наносит следующий удар: он заявляет, что встретил девушку по имени Мадлен, полюбил её и намерен на ней жениться. По его словам, Мадлен находится на содержании у какого-то состоятельного старика, но теперь твёрдо намерена завершить этот этап своей жизни. Жорж с ужасом узнаёт в этом старике себя. Что же делать? Рассудительная Леони, в молодости любившая Жоржа, предлагает выход из ситуации...

## В ролях
- Жан Маре — Мишель
- Жозетт Дэй — Мадлен
- Ивонн де Бре — Ивонн («Софи»), мать Мишеля
- Марсель Андре — Жорж, отец Мишеля
- Габриэль Дорзиа — Леони, сестра Ивонн
- Жан Кокто — голос за кадром